# Vaudrivillers
Vaudrivillers é uma comuna francesa na região administrativa de Borgonha-Franco-Condado, no departamento de Doubs. Estende-se por uma área de 3,65 km². Em 2010 a comuna tinha 89 habitantes (densidade: 24,4 hab./km²).